# Derby van het Waasland
De Derby van het Waasland, ook wel de Wase Derby genoemd, waren voetbalwedstrijden tussen KSK Beveren en Sporting Lokeren, twee clubs gelegen in het Waasland. Toen KSK Beveren in 2010 tijdelijk stopte met hun mannenploeg en Waasland Beveren in het Freethielstadion ging spelen, nam deze club de rol over. In 2020 ging Sporting Lokeren failliet, hierdoor kwam een definitief einde aan de originele derby. Na een naamsverandering in 2020 van de club KSV Temse naar KSC Lokeren-Temse, de verhuis naar het Daknamstadion en de naamsverandering van Waasland Beveren in 2023 naar SK Beveren eiste de supporters van beide clubs de derby op toen ze elkaar voor het eerst in hun bestaansgeschiedenis in 2024 bekampte in de Challenger Pro League. De geloofwaardigheid van deze 'derby' wordt echter in twijfel getrokken door de supporters van KSK Beveren aangezien zij sinds 2023 terug een mannenploeg in competitie hebben en mede met het feit dat Sporting Lokeren in 2020 failliet werd verklaard. Het enige dat beide clubs kunnen claimen is dat ze spelen in de stadions van de twee voormalige grootheden zijnde het Freethiel stadion en het Daknam stadion.
Op 1 juli 2025 veranderde KSC Lokeren-Temse opnieuw van naam, ditmaal naar KSC Lokeren.

## Geschiedenis
In de late jaren 1970 verschoof het zwaartepunt van het Belgisch voetbal naar het Waasland, waar de lokale clubs van Lokeren en Beveren een prominente rol speelden. Beide clubs kenden een periode van bloei waarin ze de gevestigde Belgische topclubs uitdaagden.
In Beveren leidde dit succes tot twee landstitels (1979 en 1984), vier finales in de Beker van België waarvan twee overwinningen (1978 en 1983), twee Belgische supercups (1979 en 1984) en een opmerkelijke halve finale in de UEFA Cup tegen FC Barcelona. Lokeren, op ongeveer 25 kilometer afstand, kende eveneens succes, maar in mindere mate doordat het geen titel kon winnen in die periode. De club behaalde in het seizoen 1980-1981 een tweede plaats in de competitie en bereikte de kwartfinale van de UEFA Cup tegen AZ Alkmaar. Daarnaast eindigde Lokeren in de seizoenen 1979 tot 1982 steevast op de vierde plaats in de Belgische competitie.
De rivaliteit tussen Lokeren en Beveren ontstond tijdens deze succesperiode, met legendarische duels op het veld, waaronder confrontaties tussen de Beverendoelman Jean-Marie Pfaff en Lokerenspits Preben Elkjær Larsen. In de jaren 1990 verplaatste de spanning zich buiten het stadion, waardoor de wedstrijden tussen beide clubs regelmatig als risicovol werden beschouwd door de ordediensten.
op 17 februari 2007 werd de laatste derby tussen KSK Beveren en Sporting Lokeren gespeeld, de wedstrijd eindigde op een 3-2 in het voordeel van Beveren. Beide ploegen speelde door de jaren heen 66 officiële wedstrijden waarvan Beveren er 29 won, Lokeren won er 23 en 13 eindigde op een gelijkspel.
Nadien nam Koninklijke Voetbalclub Red Star Waasland - Sportkring Beveren (stamnummer 4068) afgekort Waasland-Beveren de rol over.
In 2020 ging Sporting Lokeren failliet en kwam er ook een einde aan deze derby. Waasland  Beveren wist in deze periode maar 2 van de 15 wedstrijden die de clubs tegen elkaar speelde te winnen, Lokeren won er 6.
De derby wordt sinds 2024 door sommige fans de Wasico genoemd, een woordspeling van het Waasland en het Spaanse El Classico iets dat werd overgenomen door de media.

## Spelers die voor beide ploegen gespeeld hebben
- Jakov Filipovic
- Brent Gabriël

- Barry Boubacar Copa
- Davino Verhulst
- Alexander Corryn
- Milan de Mey
- Mohamed Loukili Billt
- Dani Van Spittael
- Julian Michel
- Jonathan Lievens
- Milos Maric
- Michaël Van Hoey
- Jan Wauters
- Stijn De Wilde
- Jelle Van Damme
- Mugurel Cornățeanu
- Hervé Van Overtvelt
- Johan Van Rumst
- Jacky Boonen
- Peter Rufai
- Patrick Stalmans
- Yben Baert
- Yassin Ben Omar
- Kristof Lardenoit
- Aaron Verwilligen
- Guy Veldeman
- Thijs De Langhe
- Alexis Kubilskis
- Jan Van Damme
- Michael De Meyst
- Thomas Ruys
- Katuku Tschimanga

## Uitslagen

### KSK Beveren - Sporting Lokeren (1974-2007)
| Seizoen | Competitie       | Thuisploeg       | Uitploeg         | Score          |
| ------- | ---------------- | ---------------- | ---------------- | -------------- |
| 74/75   | Eerste klasse    | KSK Beveren      | Sporting Lokeren | 3-1            |
| 74/75   | Eerste klasse    | Sporting Lokeren | KSK Beveren      | 0-1            |
| 75/76   | Eerste klasse    | Sporting Lokeren | KSK Beveren      | 1-0            |
| 75/76   | Eerste klasse    | KSK Beveren      | Sporting Lokeren | 2-1            |
| 76/77   | Eerste Klasse    | KSK Beveren      | Sporting Lokeren | 1-1            |
| 76/77   | Eerste Klasse    | Sporting Lokeren | KSK Beveren      | 1-0            |
| 77/78   | Eerste klasse    | Sporting Lokeren | KSK Beveren      | 0-2            |
| 77/78   | Eerste klasse    | KSK Beveren      | Sporting Lokeren | 1-1            |
| 77/78   | Beker van België | Sporting Lokeren | KSK Beveren      | 0-2            |
| 78/79   | Eerste klasse    | KSK Beveren      | Sporting Lokeren | 3-0            |
| 78/79   | Eerste klasse    | Sporting Lokeren | KSK Beveren      | 1-1            |
| 79/80   | Eerste klasse    | Sporting Lokeren | KSK Beveren      | 2-0            |
| 79/80   | Beker van België | Sporting Lokeren | KSK Beveren      | 0-1            |
| 79/80   | Eerste klasse    | KSK Beveren      | Sporting Lokeren | 1-0            |
| 80/81   | Eerste klasse    | Sporting Lokeren | KSK Beveren      | 2-0            |
| 80/81   | Eerste klasse    | KSK Beveren      | Sporting Lokeren | 1-1            |
| 80/81   | Beker van België | KSK Beveren      | Sporting Lokeren | 2-2            |
| 80/81   | Beker van België | Sporting Lokeren | KSK Beveren      | 3-0            |
| 81/82   | Eerste klasse    | KSK Beveren      | Sporting Lokeren | 1-1            |
| 81/82   | Beker van België | KSK Beveren      | Sporting Lokeren | 1-0            |
| 81/82   | Beker van België | Sporting Lokeren | KSK Beveren      | 1-0 (4-5 n.s.) |
| 81/82   | Eerste klasse    | Sporting Lokeren | KSK Beveren      | 2-1            |
| 82/83   | Eerste klasse    | Sporting Lokeren | KSK Beveren      | 2-1            |
| 82/83   | Eerste klasse    | KSK Beveren      | Sporting Lokeren | 2-1            |
| 82/83   | Beker van België | Sporting Lokeren | KSK Beveren      | 1-3            |
| 82/83   | Beker van België | KSK Beveren      | Sporting Lokeren | 2-1            |
| 83/84   | Eerste klasse    | KSK Beveren      | Sporting Lokeren | 1-0            |
| 83/84   | Eerste klasse    | Sporting Lokeren | KSK Beveren      | 0-2            |
| 84/85   | Eerste klasse    | KSK Beveren      | Sporting Lokeren | 2-0            |
| 84/85   | Eerste klasse    | Sporting Lokeren | KSK Beveren      | 0-1            |
| 85/86   | Eerste klasse    | Sporting Lokeren | KSK Beveren      | 0-1            |
| 85/86   | Eerste klasse    | KSK Beveren      | Sporting Lokeren | 2-2            |
| 86/87   | Eerste klasse    | KSK Beveren      | Sporting Lokeren | 1-1            |
| 86/87   | Eerste klasse    | Sporting Lokeren | KSK Beveren      | 2-0            |
| 87/88   | Eerste klasse    | Sporting Lokeren | KSK Beveren      | 0-0            |
| 87/88   | Eerste klasse    | KSK Beveren      | Sporting Lokeren | 0-1            |
| 88/89   | Eerste klasse    | KSK Beveren      | Sporting Lokeren | 0-3            |
| 88/89   | Eerste klasse    | Sporting Lokeren | KSK Beveren      | 3-0            |
| 89/90   | Eerste klasse    | KSK Beveren      | Sporting Lokeren | 0-2            |
| 89/90   | Eerste klasse    | Sporting Lokeren | KSK Beveren      | 0-3            |
| 91/92   | Eerste klasse    | KSK Beveren      | Sporting Lokeren | 2-3            |
| 91/92   | Eerste klasse    | Sporting Lokeren | KSK Beveren      | 0-1            |
| 92/93   | Eerste klasse    | Sporting Lokeren | KSK Beveren      | 2-2            |
| 92/93   | Eerste klasse    | KSK Beveren      | Sporting Lokeren | 2-2            |
| 94/95   | Beker van België | Sporting Lokeren | KSK Beveren      | 0-7            |
| 97/98   | Jupiler Liga     | Sporting Lokeren | KSK Beveren      | 1-2            |
| 97/98   | Jupiler Liga     | KSK Beveren      | Sporting Lokeren | 3-0            |
| 98/99   | Jupiler Liga     | KSK Beveren      | Sporting Lokeren | 1-2            |
| 98/99   | Jupiler Liga     | Sporting Lokeren | KSK Beveren      | 4-3            |
| 99/00   | Jupiler Liga     | KSK Beveren      | Sporting Lokeren | 2-1            |
| 99/00   | Jupiler Liga     | Sporting Lokeren | KSK Beveren      | 5-2            |
| 00/01   | Jupiler Liga     | KSK Beveren      | Sporting Lokeren | 1-1            |
| 00/01   | Jupiler Liga     | Sporting Lokeren | KSK Beveren      | 0-2            |
| 01/02   | Jupiler League   | Sporting Lokeren | KSK Beveren      | 1-0            |
| 01/02   | Jupiler League   | KSK Beveren      | Sporting Lokeren | 0-2            |
| 02/03   | Jupiler League   | KSK Beveren      | Sporting Lokeren | 0-1            |
| 02/03   | Jupiler League   | Sporting Lokeren | KSK Beveren      | 1-2            |
| 03/04   | Jupiler League   | Sporting Lokeren | KSK Beveren      | 1-2            |
| 03/04   | Jupiler League   | KSK Beveren      | Sporting Lokeren | 1-1            |
| 04/05   | Jupiler League   | Sporting Lokeren | KSK Beveren      | 1-1            |
| 04/05   | Jupiler League   | KSK Beveren      | Sporting Lokeren | 0-2            |
| 05/06   | Jupiler League   | Sporting Lokeren | KSK Beveren      | 1-2            |
| 05/06   | Beker van België | KSK Beveren      | Sporting Lokeren | 5-1            |
| 05/06   | Jupiler League   | KSK Beveren      | Sporting Lokeren | 1-3            |
| 06/07   | Jupiler League   | Sporting Lokeren | KSK Beveren      | 2-0            |
| 06/07   | Jupiler League   | KSK Beveren      | Sporting Lokeren | 3-2            |

### Waasland Beveren - Sporting Lokeren (2012-2020)
| Seizoen | Competitie  | Thuisploeg       | Uitploeg         | Score |
| ------- | ----------- | ---------------- | ---------------- | ----- |
| 12/13   | JPL         | Sporting Lokeren | Waasland-Beveren | 2-0   |
| 12/13   | JPL         | Waasland-Beveren | Sporting Lokeren | 0-0   |
| 13/14   | JPL         | Waasland-Beveren | Sporting Lokeren | 0-2   |
| 13/14   | Cofidis cup | Waasland-Beveren | Sporting Lokeren | 1-3   |
| 13/14   | JPL         | Sporting Lokeren | Waasland-Beveren | 0-0   |
| 14/15   | JPL         | Sporting Lokeren | Waasland-Beveren | 3-0   |
| 14/15   | JPL         | Waasland-Beveren | Sporting Lokeren | 0-0   |
| 15/16   | JPL         | Sporting Lokeren | Waasland-Beveren | 1-2   |
| 15/16   | JPL         | Waasland-Beveren | Sporting Lokeren | 2-3   |
| 16/17   | JPL         | Waasland-Beveren | Sporting Lokeren | 1-1   |
| 16/17   | JPL         | Sporting Lokeren | Waasland-Beveren | 0-0   |
| 17/18   | JPL         | Waasland-Beveren | Sporting Lokeren | 2-3   |
| 17/18   | JPL         | Sporting Lokeren | Waasland-Beveren | 1-1   |
| 18/19   | JPL         | Sporting Lokeren | Waasland-Beveren | 1-0   |
| 18/19   | JPL         | Waasland-Beveren | Sporting Lokeren | 2-1   |

### SK Beveren - KSC Lokeren-Temse (2024-heden)
| Seizoen | Competitie | Thuisploeg        | Uitploeg          | Score |
| ------- | ---------- | ----------------- | ----------------- | ----- |
| 24/25   | CPL        | SK Beveren        | KSC Lokeren-Temse | 0-1   |
| 24/25   | CPL        | KSC Lokeren-Temse | SK Beveren        | 0-1   |

### Rivaliteit
De winnaar van de Derby van het Waasland wordt symbolisch erkend als "de ploeg van het Waasland." Deze benaming, hoewel niet officieel, draagt een sterke symbolische waarde binnen de regio. Het verwijst naar de superioriteit van de winnende ploeg in de onderlinge ontmoetingen tussen de clubs uit het Waasland. De ploeg die deze fictieve titel behaalt, behoudt deze eer totdat ze opnieuw verslagen wordt door hun streekgenoot in een volgende derby. Hierdoor fungeert de titel als een wisseltrofee, wat de sportieve rivaliteit tussen de betrokken teams levendig houdt en extra spanning toevoegt aan toekomstige ontmoetingen.

## Spelers met de meeste doelpunten
| rang | Naam                 | Doelpunten |
| ---- | -------------------- | ---------- |
| 1    | Erwin Albert         | 11         |
| 2    | Remco Torken         | 5          |
| 2    | Wlodzimierz Lubanski | 5          |
| 2    | Preben Elkjær Larsen | 5          |
| 2    | Heinz Schönberger    | 5          |
| 3    | Nana Ampomah         | 3          |
| 3    | Ayanda Patosi        | 3          |
| 4    | Júnior Dutra         | 2          |
| 4    | Nill De Pauw         | 2          |
| 4    | Medhi Terki          | 2          |